# Csempeszkopács
Csempeszkopács es un pueblo ubicado en el distrito de Szombathely, condado de Vas, Hungría.

## Superficie
Posee una superficie de 5,40 kilómetros cuadrados.

## Demografía
Hasta 2022 la población era de 321 habitantes, con una densidad de población de 59,44 habitantes por kilómetro cuadrado.